# Ananteris martensi
Espèce
Ananteris martensi est une espèce de scorpions de la famille des Ananteridae.

## Distribution
Cette espèce est endémique du Goiás au Brésil. Elle se rencontre vers Pirenópolis.

## Description
Le mâle holotype mesure 24,1 mm.

## Systématique et taxinomie
Cette espèce a été décrite par Lourenço en 2021.

## Étymologie
Cette espèce est nommée en l'honneur de Jochen Martens.

## Publication originale
- Lourenço, 2021 : « Some additional comments on the Ananteridae or Ananteris group and description of a new species of Ananteris Thorell from Central Brazil (Scorpiones: Buthidae). » Zootaxa, no 4984(1), p. 347-356.